# Ondernemingsloket
Een ondernemingsloket is een verzamel- of soortnaam voor allerlei instanties die in België openbare diensten verrichten voor ondernemingen. Zowel gemeenten, provincies, gemeenschappen en gewesten als de nationale Belgische overheid kunnen ondernemingsloketten hebben. De benaming Erkend Ondernemingsloket mag alleen worden gebruikt door de ondernemingsloketten die worden bedoeld in de wet van 16 januari 2003 tot oprichting van een Kruispuntbank van Ondernemingen, tot modernisering van het handelsregister, tot oprichting van erkende ondernemingsloketten en houdende diverse bepalingen.
Een Erkend Ondernemingsloket is een privéorganisatie (vzw) met specifieke opdrachten en erkend door de federale minister die bevoegd is voor de zelfstandigen en de kleine en middelgrote ondernemingen. Er zijn 8 Erkende Ondernemingsloketten; samen hebben zij ongeveer 200 exploitatiezetels opgericht in steden en grote gemeenten. Iedereen kan zich altijd vrij tot het Erkende Ondernemingsloket van zijn keuze wenden.
Alle Erkende Ondernemingsloketten zijn erkend als één-loket in het kader van de Europese Dienstenrichtlijn. Op 28 december 2009 trad de Europese Dienstenrichtlijn betreffende de één-loketten in werking, waarbij een belangrijke opdracht wordt opgelegd door artikel 6 en 7 van de Dienstenrichtlijn, ten aanzien van de (potentiële) ondernemer (zowel Belgische als buitenlandse ondernemers) omtrent alle verplichtingen, vergunningen en formaliteiten om als ondernemer in België (zowel op federaal, gewestelijk als lokaal vlak) werkzaam te kunnen zijn.

## Administratieve vereenvoudiging
Bij de start van een eigen onderneming moet de ondernemer zich wenden tot een Erkend Ondernemingsloket voor het vervullen van administratieve formaliteiten, op het gebied van inschrijving in de Kruispuntbank van Ondernemingen, ondernemersvaardigheden, machtiging voor ambulante activiteiten of kermisactiviteiten en beroepskaarten voor vreemdelingen (niet EU). Maar de ondernemingen met rechtspersoonlijkheid moeten vooraf hun statuten neerleggen bij de griffier van de rechtbank van koophandel en ze publiceren in het Belgisch Staatsblad.
Voor de meeste andere vergunningen kan het Erkend Ondernemingsloket worden gebruikt als "doorgeefluik". De ondernemer is dat niet verplicht. Hij mag zich altijd (behalve voor de hierboven vermelde zaken) rechtstreeks tot de bevoegde overheid wenden.

## Opdrachten van het Erkend Ondernemingsloket
De bedoeling is het creëren van één toegangspoort die de ondernemingen kunnen gebruiken voor het vervullen van alle administratieve formaliteiten. De Erkende Ondernemingsloketten werden door de wet van 16 januari 2003 belast met de inschrijvingen van de handelaars-, niet-handelaars (vrije beroepen) en ambachtslieden in de Kruispuntbank van Ondernemingen (vroeger handelsregister genoemd) en de voorafgaandelijke controle van een aantal vergunningen, zoals de beroepskaart voor vreemdelingen, machtiging voor ambulante handel of leurkaart, vergunning beenhouwer-spekslager, en de basiskennis van het bedrijfsbeheer en de beroepsbekwaamheid voor de gereglementeerde beroepen, wellicht beter gekend onder de benaming vestigingswet. De Europese Commissie wil dergelijke ondernemingsloketten bevorderen. De Europese Richtlijn 2006/123 (Dienstenrichtlijn) verplichtte de lidstaten één-loketten op te richten, uiterlijk op 28 december 2009.

### Bijkomende opdrachten
Ondernemingsloketten kunnen in afspraak met de klant bijkomende diensten verlenen wanneer die niet onder de Dienstenrichtlijn vallen, zoals fiscale zaken en btw, milieu, RSZ en voor zover die diensten niet door professionele aanbieders worden verricht, zoals boekhouding, verzekeringkantoor, e.d.